# Germicide
Germicide (lub Germicide - Live at the Whisky) – druga płyta zespołu The Germs wydana w 1981 roku zawierająca nagrania z debiutanckiego występu zespołu w klubie "The Whisky" w Hollywood (Los Angeles), który odbył się w czerwcu 1977 roku.

## Lista utworów
1. "Forming" – 3:26
2. "Sex Boy" – 2:44
3. "Victim" – 2:00
4. "Street Dreams" – 2:36
5. "Let's Pretend" – 4:31
6. "Get a Grip" – 3:09
7. "Suicide Madness" – 3:35
8. "Sugar Sugar" – 3:45
9. "Teenage Clone/Wild Baby" – 3:42
10. "Grand Old Flag" – 0:57

## Skład
- Bobby Pyn (Darby Crash) – śpiew
- Pat Smear – gitara
- Lorna Doom – gitara basowa
- Donna Rhia – perkusja

produkcja
- Mark Anthony – nagranie dźwięku
- Greg Shaw – producent
- Ralph Peer II – producent